# Shin Dong-bin
Shin Dong-bin (tiếng Hàn: 신동빈; Hanja: 辛東彬, sinh ngày 14 tháng 2 năm 1955) là tỷ phú, doanh nhân người Hàn-Nhật sinh ra tại Nhật Bản, chủ tịch tập đoàn Lotte Hàn Quốc và chủ sở hữu đội bóng chày Chiba Lotte Marines tại Nhật Bản. Ông có tên tiếng Nhật là Akio Shigemitsu (tiếng Nhật: 重光昭夫, đã Latinh hoá: Shigemitsu Akio).
Ông là con trai thứ hai của Shin Kyuk-ho (Takeo Shigemitsu), nhà sáng lập và CEO thế hệ đầu tiên của Lotte và một người phụ nữ người Nhật Bản có tên là Hatsuko Shigemitsu.
Anh trai ruột của ông là Shin Dong-joo (Hiroyuki Shigemitsu), CEO của Lotte Holdings - công ty con trực thuộc Lotte Hàn Quốc có trụ sở chính đặt tại Tokyo.

## Tiểu sử
Shin Dong-bin sinh ngày 14 tháng 2 năm 1955 tại Tokyo, Nhật Bản, là con trai thứ hai trong số hai con trai và hai con gái của Shin Gyeok-ho, người sáng lập Tập đoàn Lotte.
Ông tốt nghiệp Khoa Kinh tế của Đại học Aoyama Gakuin năm 1977 và lấy bằng MBA tại Trường Kinh doanh Columbia năm 1980. Từ tháng 4 năm 1981 đến năm 1988, ông làm việc tại chi nhánh Luân Đôn của Nomura Securities.
Ông gia nhập Lotte Trading (Nhật Bản) vào tháng 4 năm 1988. Năm 1990, khi đảm nhận vị trí Giám đốc Điều hành Honam Petrochemical (Hàn Quốc, nay là Lotte Chemical), ông vào Lotte Hàn Quốc. Tháng 1/1991, trước sự hỗ trợ từ câu lạc bộ bóng chày Lotte Orions (Nhật Bản) sắp đình trệ, ông nhậm chức đại diện chủ sở hữu và chuyển sân nhà của đội bóng chày Lotte từ SVĐ Kawasaki (Nhật Bản) sang SVĐ Chiba Marine (Nhật Bản). Đổi tên đội bóng chày từ Lotte Orions thành Chiba Lotte Marines (Nhật Bản).
Năm 1995, ông nhậm chức Giám đốc điều hành của câu lạc bộ. Nó được ca ngợi vì đã đưa đội bóng trở thành một câu lạc bộ nổi tiếng bằng cách gọi huấn luyện viên Bobby Valentine hai lần. Sau khi trở thành Phó Chủ tịch Văn phòng Kế hoạch và Điều phối của Tập đoàn Lotte vào năm 1995, ông trở thành người kế nhiệm trên thực tế khi trở thành Phó Chủ tịch Tập đoàn Lotte vào năm 1997. Hiện tại, Tập đoàn Lotte có cơ cấu kiểm soát Lotte Holdings (Nhật Bản) và Lotte Holdings (Hàn Quốc). Kể từ năm 2004, ông giữ chức vụ trưởng bộ phận chính sách và kể từ đó, ông đã phát triển Tập đoàn Lotte bằng cách mua lại KP Chemical, Hanwha Mart, Woori Home Shopping và Hi Mart. Tháng 2 năm 2011, ông nhậm chức Chủ tịch Tập đoàn Lotte.
Ông là chủ sở hữu của đội bóng chày chuyên nghiệp Nhật Bản Chiba Lotte Marines và đội bóng chày chuyên nghiệp Hàn Quốc Lotte Giants, và từng là chủ tịch Hiệp hội Trượt tuyết Hàn Quốc.
Vào ngày 28 tháng 2 năm 2017, ông ký hợp đồng với Bộ Quốc phòng Hàn Quốc để cung cấp Sân gôn Lotte ở Seongju, Gyeongsangbuk-do làm địa điểm đặt hệ thống phòng thủ tên lửa tầm cao (THAAD), khiến tập đoàn chịu tác động của lệnh trừng phạt THAAD từ Trung Quốc và bị thiệt hại 2 nghìn tỷ won.

## Học vấn
- 1977: Đại học Aoyama Gakuin, Cử nhân kinh tế
- 1980: Trường Kinh doanh Columbia MBA

## Sự nghiệp
- 1982 ~ 1988: Văn phòng chi nhánh của Chứng khoán Nomura (Nhật Bản) tại London
- 1990: Giám đốc Lotte (Nhật Bản)
- Tháng 1 năm 1991 ~ tháng 11 năm 1991: Làm chủ sở hữu của Lotte Orions (Nhật Bản)
- Tháng 11 năm 1991 ~ 2018: Làm chủ sở hữu của Chiba Lotte Marines (Nhật Bản)
- 1995: Giám đốc điều hành Chiba Lotte Marines (Nhật Bản)
- 1995: Giám đốc điều hành Lotteria (Nhật Bản)
- Tháng 2/1997: Phó Chủ tịch Tập đoàn Lotte
- Tháng 5 năm 1999: Giám đốc điều hành Korea 7-Eleven (Korea)
- Tháng 1/2000 - 12/2005: Phó Chủ tịch Lotte.com (Hàn Quốc)
- 2000: Giám đốc điều hành của Mobi Domi (Hàn Quốc)
- Tháng 2 năm 2001 ~: Phó Chủ tịch, Liên đoàn Doanh nhân Quốc gia (Hàn Quốc)
- 2004: Đồng Giám đốc điều hành Honam Petrochemical (Hàn Quốc)
- 2004: Trưởng Bộ phận Chính sách, Khách sạn Lotte (Hàn Quốc)
- 2005 ~: Phó Chủ tịch Hiệp hội Kinh tế Hàn Quốc - Nhật Bản
- Tháng 9/2009: Chủ tịch Ủy ban Chuyến thăm Hàn Quốc (Hàn Quốc)
- Tháng 2 năm 2011 ~: Chủ tịch Tập đoàn Lotte
- Tháng 11 năm 2014 ~ tháng 9 năm 2018: Chủ tịch Hiệp hội Trượt tuyết Hàn Quốc (Hàn Quốc)
- Tháng 7/2015 - 2/2018: Phó Chủ tịch Tập đoàn Lotte Holdings (Nhật Bản)
- Tháng 8 năm 2015 ~: Chủ sở hữu của Lotte Giants (Hàn Quốc)
- Tháng 9/2015: Giám đốc điều hành của Khách sạn Lotte (Hàn Quốc)
- Tháng 10 năm 2015-12 năm 2019: Chủ tịch Quỹ Văn hóa Lotte (Hàn Quốc)
- Tháng 10/2017 ~: Chủ tịch kiêm Tổng giám đốc Lotte Holdings (Hàn Quốc)
- Tháng 2 năm 2019 ~: Phó Chủ tịch Tập đoàn Lotte Holdings (Nhật Bản)
- Tháng 3 năm 2020 ~: Chủ sở hữu Chiba Lotte Marines (Nhật Bản)

## Pháp lý
Ngày 22 tháng 12 năm 2017, tòa án Quận Trung tâm Seoul đã trao cho Shin một bản án tù treo hai năm với hành vi tham ô và vi phạm lòng tin vào tháng 10 năm 2016.
Ngày 13 tháng 2 năm 2018, Shin bị kết án 30 tháng tù sau khi Tòa án Quận Trung tâm Seoul phát hiện ông phạm tội từ quyết định của Lotte khi quyên góp 7 tỷ Won (6,5 triệu USD) cho người bạn thân của Tổng thống Hàn Quốc Park Geun-hye là Choi Soon-sil, việc này bị cáo buộc là để đổi lấy sự ủng hộ của chính phủ trong việc cung cấp giấy phép để vận hành các cửa hàng miễn thuế.